# Kabinett Painlevé III

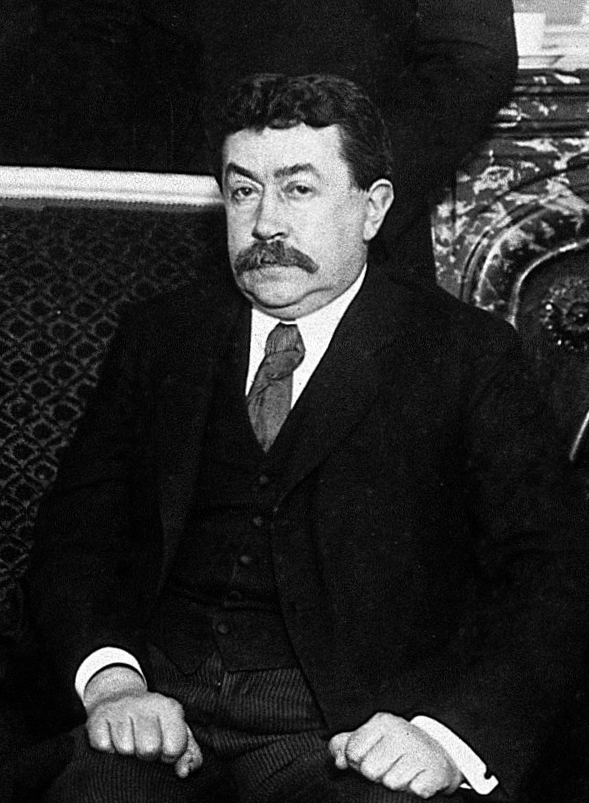
Paul Painlevé

Das dritte Kabinett Painlevé war eine Regierung der Dritten Französischen Republik. Es wurde am 29. Oktober 1925 von Premierminister (Président du Conseil) Paul Painlevé gebildet und löste das Kabinett Painlevé II ab. Es blieb bis zum 22. November 1925 im Amt und wurde vom Kabinett Briand VIII abgelöst.
Dem Kabinett gehörten Minister des Cartel des gauches an: Parti républicain, radical et radical-socialiste (PRRRS), Parti républicain-socialiste (PRS), Radicaux indépendants (RI) und Parti socialiste français (PSF). Die Section française de l’Internationale ouvrière stützte die Regierung, beteiligte sich aber nicht.

## Kabinett
Dem Kabinett gehörten folgende Minister an:
- Premierminister: Paul Painlevé (PRS)
- Finanzen: Paul Painlevé
- Außenminister: Aristide Briand (PRS)
- Justizminister: Camille Chautemps (PRRRS)
- Minister des Inneren: Abraham Schrameck
- Minister für das Budget: Georges Bonnet (PRRRS)
- Kriegsminister: Édouard Daladier (PRRRS)
- Minister für Marine: Émile Borel (PRRRS)
- Minister für öffentlichen Unterricht und Kunst: Yvon Delbos (PRRRS)
- Minister für öffentliche Arbeiten: Anatole de Monzie (PRS)
- Minister für Handel und Industrie: Daniel Vincent (PRRRS)
- Minister für Landwirtschaft: Jean Durand (PRRRS)
- Minister für die Kolonien: Léon Perrier[1] (PRRRS)
- Minister für Arbeit, Gesundheit, Wohlfahrt und Sozialversicherung: Antoine Durafour[2] (PRRRS)
- Minister für Renten: Louis Antériou[3] (PRS)
- Hochkommissar für Wohnungswesen: Arthur Levasseur (PRS)
- Hochkommissar in Syrien und im Libanon: Henry de Jouvenel[4]
- Hochkommissar für den Krieg: Paul Bénazet[5] (PSR)

### Unterstaatssekretäre
Dem Kabinett gehörten folgende Sous-secrétaires d’État an:
- Ministerpräsident: Adrien Berthod[6] (PRRRS)
- Kriegsministerium: Jean Ossola[7] (PRRRS)
- Befreite Regionen: Jammy Schmidt[8] (PRRRS)
- Technische (ab 11. Oktober 1925) und berufliche Bildung, postschulische Bildung, Körpererziehung und militärische Vorbereitung: Paul Bénazet
- Luftfahrt und Luftverkehr (ab 20. April 1925): Laurent Eynac (RI)
- Häfen, Marine und Fischerei: Charles Daniélou[9] (RI)

## Historische Einordnung
Wie auch beim Vorgängerkabinett lag der Fokus von Painlevés drittem Kabinett darauf, einen ausgeglichenen Haushalt zu erzielen. Es trat zurück, nachdem die dazu vorgesehenen Maßnahmen von Teilen der Regierungsparteien nicht mitgetragen wurden.